# Гуменюк, Мария Васильевна
Мария Васильевна Гуменюк (укр. Марія Василівна Гуменюк, урождённая Куземко; род. 26 февраля 1948, село Буряковка, Тернопольская область) — украинский государственный и общественный деятель, писательница, депутат Верховной рады Украины I созыва (1990—1994).

## Биография
Родилась 26 февраля 1948 года в селе Буряковка Тернопольской области в крестьянской семье.
С 1967 года работала в сфере торговли и бытового обслуживания в Тернопольской области. С 1976 года была внештатным корреспондентом тернопольской газеты «Ровесник».
С 1983 года начала публиковаться в газете «Літературна Україна» и журнале «Советская женщина» и в областной прессе Тернопольской области. С 1986 года была референтом общества «Знание» (г. Тернополь), с 1989 года — председателем Тернопольской областной организации «Мемориала».
В 1988 году вышла первая книга Марии Гуменюк «І жити, і любити». В 1990 году стала членом Союза писателей Украины.
В 1990 году в ходе первых альтернативных парламентских выборов в Украинской ССР была выдвинута кандидатом в народные депутаты трудовым коллективом Тернопольского производственного объединения «Орион», 4 марта 1990 года в первом туре была избрана народным депутатом Верховного совета Украинской ССР XII созыва (в дальнейшем — Верховной рады Украины I созыва) от Тернопольского избирательного округа № 363 Тернопольской области, набрала 67,92 % голосов среди 6 кандидатов. В парламенте являлась членом комиссии по вопросам культуры и духовного возрождения, входила в депутатскую группу «Народная рада». В том же году была избрана депутатом Тернопольского областного совета. Поддержала вместе с группой депутатов Верховного совета УССР массовые акции протеста на площади Октябрьской революции в Киеве в октябре 1990 года. Депутатские полномочия истекли 10 мая 1994 года.
Дочь — Лариса Лебедивна, выпустила поэтические сборники «Ніоба» Архивная копия от 30 октября 2018 на Wayback Machine (2018), «Не Єва» Архивная копия от 17 февраля 2019 на Wayback Machine (2017), муж (с 1990 года) — Борис Гуменюк (1965 г.р.), писатель, принимал участие в боевых действиях на востоке Украины в составе батальонов «Азов» и ОУН.